# Muiñeira de Chantada
La "Muiñeira de Chantada" es una pieza tradicional de música tradicional gallega y la más representativa del género de la muiñeira.

## Historia
La pieza fue compuesta por Avelino Cachafeiro y popularizada por los Gaiteiros de Soutelo, los hermanos Cachafeiro, que en 1928 hicieron la primera grabación de la pieza. En 1978 fue grabada de nuevo por el grupo Son Lalín, creado para el sello discográfico Xeira por el productor coruñés Gustavo Ramudo con músicos de estudio. Hicieron una versión pop con instrumentación de bajo y batería y con acompañamiento electrónico, que vendió más de cinco millones de discos. Esta versión aparece también en el capítulo final de la serie Fariña.
La muiñeira fue adaptada, entre otros, por Carlos Núñez y The Chieftains, Susana Seivane o la Real Banda de Gaitas.
Todas estas adaptaciones forman gran parte de la cultura de donde se ejecutan (Escocia, Irlanda, España y Francia).